# New-adult

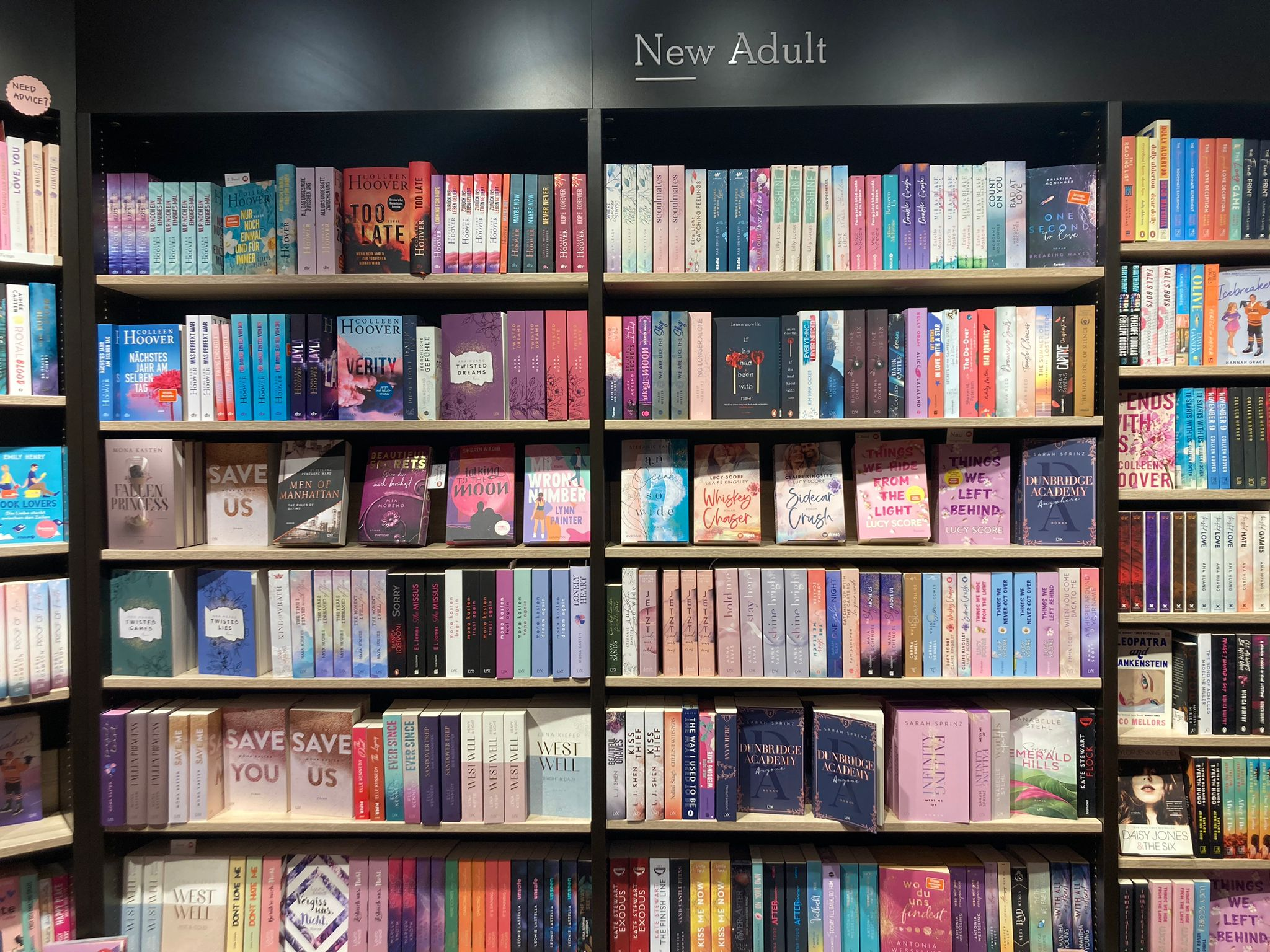
Departamento con libros New Adult en una librería alemana (2023)

El New-Adult (o NA) és una categoria de novel·la, en la qual els personatges principals acaben de sortir de l'adolescència i s'endinsen en el món adult, normalment les històries estan ambientades en la universitat o en personatges recentment graduats de la universitat. Les novel·les NA poden tenir contingut sexual explícit, sense arribar a ser eròtiques, ja que també tenen molta importància les històries dramàtiques que es desenvolupen durant la trama del llibre. El seu públic objectiu són persones, principalment noies, d'entre setze i trenta anys, tot i que, des de les llibreries i editorials, es diu que no és recomanable per a menors de disset.

## Història
El gènere inicia com a estratègia de màrqueting de les editorials per ampliar la franja objectiva d'edat de la literatura juvenil o young adult, per així també atraure a persones de més de 17 anys, més en concret dels 18 als 30, ja que aquestes perden interès en la literatura juvenil, perquè ja no s'hi senten tan identificades. També inicia en plataformes d'autopublicació, com per exemple Wattpat, on moltes autores comencen escrivint, normalment fanfictions, ja que no tenen l'atenció del món editorial, es fan molt famoses i finalment són publicades per grans editorials. Es pot corroborar amb autores com Anna Todd i la saga After, Mercedes Ron i la saga Culpables, i moltes altres. Aquest fet es pot veure reforçat a l'article de Raquel C. Pico a Librópatas Arxivat 2019-11-12 a Wayback Machine. (16-01-2018): "Com moltes altres coses que s'han posat de moda en el mercat literari els últims anys, és bastant probable que el boom comencés en l'autopublicació en format electrònic, on van iniciar molts dels noms que ara tenen molt d'èxit en grans cases editorials, i que, tal com va succeir en altres subgèneres i etiquetes literàries, va cobrir una necessitat de mercat que la indústria tradicional no va ser capaç de cobrir".
Com s'ha mencionat anteriorment, el gènere New-Adult conté escenes sexuals explícites que converteixen l'estratègia de màrqueting per atraure a joves de més de 17 anys en un nou gènere i, a causa del contingut sexual, deix de ser per a la franja d'edat d'adolescents consumidors de literatura juvenil i se centra en el target de 18 a 30 anys. El públic d'aquesta franja d'edat, de 18 a 30 anys, ja no està interessat en la literatura juvenil, ja que aquesta és massa innocent, tampoc ho està en la literatura romàntica convencional, ja que aquesta sol tractar sobre personatges més adults i, per tant, no se senten representats, i el mateix passa amb el gènere de la literatura eròtica, ja que també sol tenir personatges més adults.
Tal com es pot veure a l'article de Laura Galdeano de Libertad Digital (16-03-2016), el 2012 el gènere New-Adult es fa tendència per The Guardian que recomana aquest gènere per un target d'entre 14 i 35 anys, i ho descriu com llibres amb personatges joves i problemàtics, en un ambient universitari i amb sexe explícit. Després, el New York Times estableix la franja d'edat entre 18 i 25, i específica que la principal diferència entre el New-Adult i la literatura juvenil són les escenes de sexe explícit. Tot i que el New York Times només diferencia els dos gèneres literaris pel tipus d'escenes que hi apareixen, com s'ha vist anteriorment, també es pot diferenciar pel target d'edat al que s'orienten, ja que la literatura juvenil abarca d'entre 13 a 17 anys i el New-adult d'entre 18 a 30. El gènere New-Adult es fa popular en la literatura espanyola l'any 2016, però que es comença a popularitzar el 2010 amb el llibre Química Perfecta (2010) de Simone Elkeles.

## Gènere literari
En el New Adult, s'hi troben històries romàntiques contemporànies de dos protagonistes que tenen edats compreses entre 17 i 30 anys, i que senten atracció romàntica i sexual entre ells. En els llibres inclosos dins aquest gènere s'hi troben escenes de contingut sexual i una història dramàtica que acompanya la trama. Es podria dir que és similar a una novel·la romàntica convencional, amb punts de novel·la eròtica i amb personatges més joves i històries que atrauen un públic d'entre 16 i 30 anys, és a dir, una edat similar a la que tenen els personatges protagonistes. Com s'ha mencionat anteriorment, les novel·les comencen a fer-se populars dins les plataformes d'autopublicació, i aquestes solen estar escrites per dones, avui en dia, tot i que hi ha algun escriptor d'aquest gènere, la gran majoria segueixen sent escriptores, i, normalment, les persones qui escriuen aquest tipus de novel·la solen ser joves.
Tots els llibres del gènere New-Adult tenen una trama principal, que és l'amor i el desamor entre els dos protagonistes, els quals solen començar enamorant-se però negant el seu amor, seguidament, comencen algun tipus de relació amorosa, discuteixen o se separen per algun motiu i, finalment, solen acabar junts i feliços. Però no només es tracta el tema de l'amor en els llibres, aquests solen incloure temes com podrien ser problemes familiars, famílies desestructurades, traumes infantils, relacions abusives, problemes mentals, cerca de feina per primer cop, la vida universitària, la vida en acabar l'institut, la decisió de què estudiar, replantejar-se el que ja s'està estudiant a la universitat, valorar si allò que s'ha estudiat és de veritat el que un dels protagonistes vol, la sexualitat dels personatges, l'assetjament, etc. És a dir, a part de ser una novel·la romàntica, també tracta temes que als lectors objectius els pot interessar. El fet de tenir un target tan concret amb uns temes tan específics, provoca que sigui un tema desconegut, de poc interès i poc atraient pels lectors que no es troben en aquesta franja d'edat.

## Exemples d'autores
Es poden trobar algunes de les autores més populars de New-Adult a Goodreads:
- Colleen Hoover
- Mercedes Ron
- Anna Todd
- Kylie Scott
- Alice Kellen
- Isabelle Ronin
- Emma Hart
- Jessica Sorensen